# Лестница кровельная
Лестница кровельная предназначена для установки на скатных кровлях и используется для спуска и подъема по скату крыши. Назначение кровельных лестниц заключается в создании безопасного перемещения вверх и вниз по кровле здания. Использование кровельных лестниц в совокупности с переходными мостиками позволяет безопасно обслуживать и ремонтировать дымоходы, мансардные окна, вентиляционные трубы, внешние блоки кондиционеров,  телевизионные антенны и т.п.

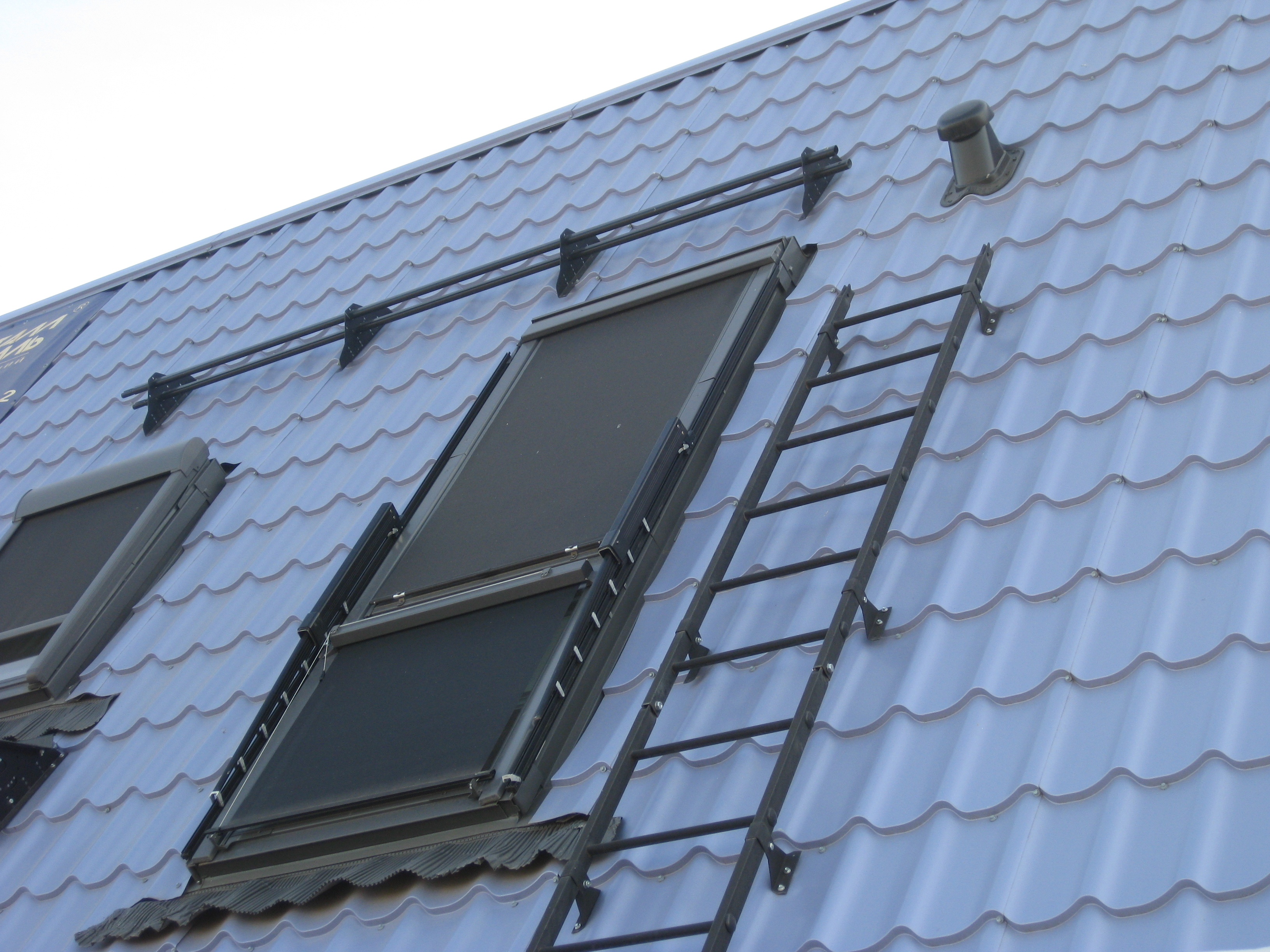
Кровельная лестница на крыше дома

## Классификация

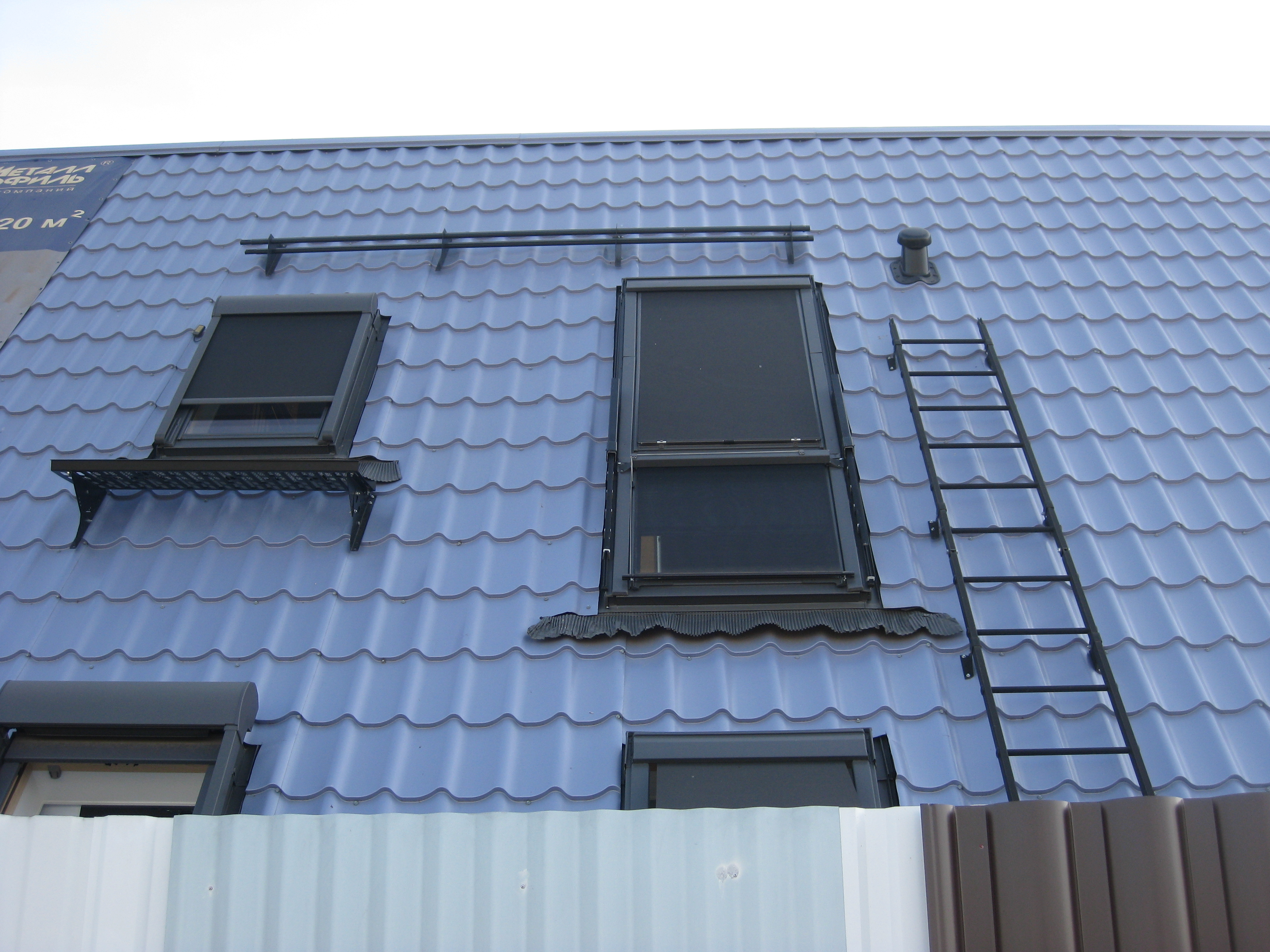
Кровельная лестница на крыше из металлочерепицы

Лестницы для кровли можно условно разделить на несколько видов:
- Кровельные лестницы, которые устанавливаются непосредственно на скатах крыши зданий;
- Фасадные (пристенные) лестницы, которые предназначены для подъема на крышу здания с земли или с балкона.
- Чердачные (мансардные) лестницы, которые устанавливаются внутри здания.
- Аварийные лестницы, которые согласно части F2 строительных норм RakMk, должны находиться в частных домах, если окна жилых комнат находятся на высоте более 3500 мм от поверхности земли.

## Комплектация
Как правило, производители кровельных лестниц в комплектацию кроме непосредственно модульной лестницы включают:
- Кронштейны (кровельные, коньковые) для фиксации и крепления, которые позволяют монтировать кровельные лестницы на любой вид скатной кровли.
- Крепежные элементы (детали).
- Уплотнители.
- Поручни дуговые, которые являются обязательным элементом монтажа кровельной лестницы в месте перехода её кровельной части в фасадную (пристенную) часть.

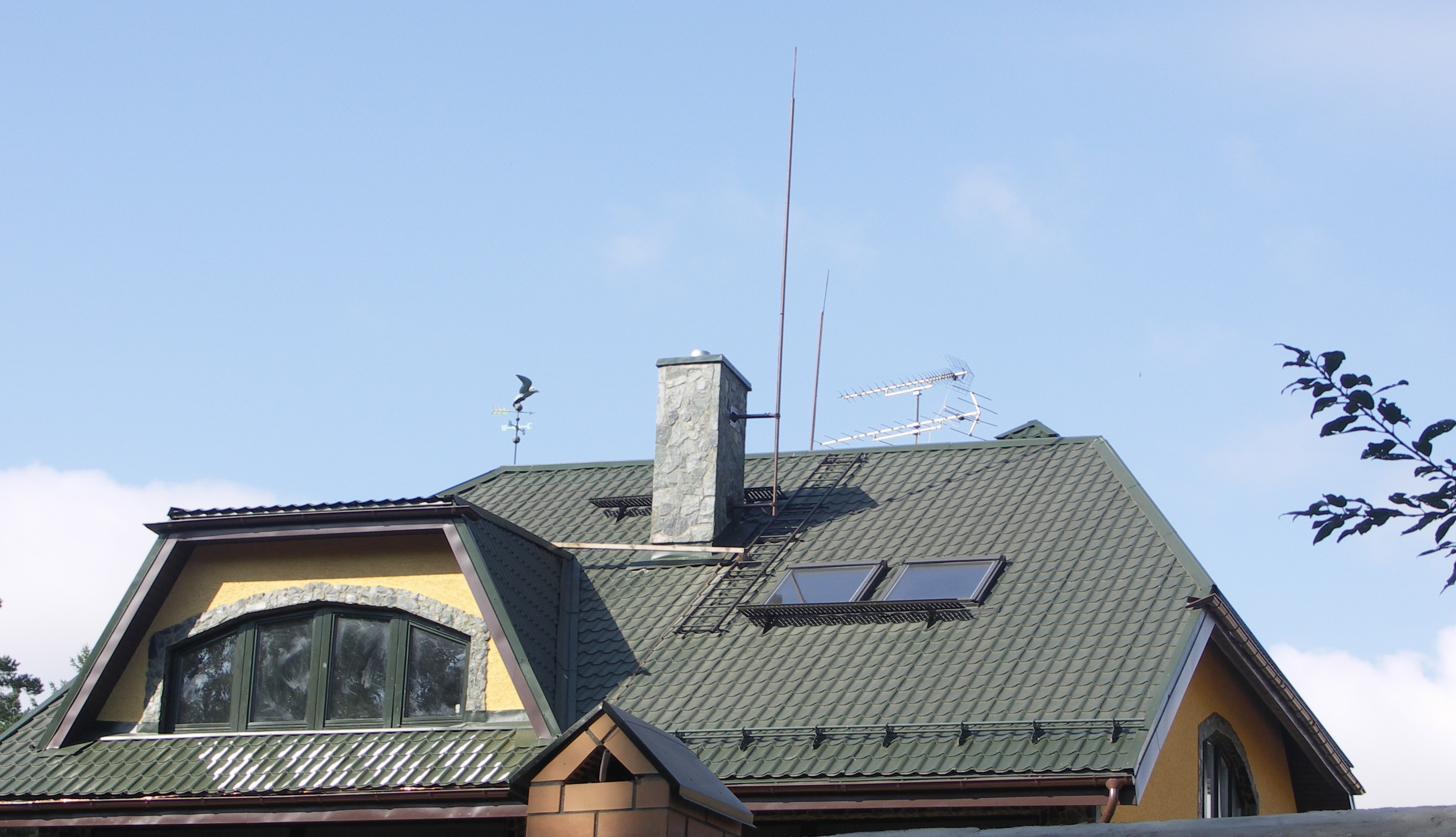
File:Кровельная лестница с переходными мостиками

- Опорные трубки.
- Пристенные фланцы.

## Расчет кровельной лестницы
Расчет необходимой комплектации лестницы для кровли производится в следующей последовательности:
Для кровельной лестницы:
- Определяются объекты, доступ к которым должна обеспечить кровельная лестница.
- Измеряется (рассчитывается) длина кровельного ската от свеса до верхней точки кровли, к которой необходимо предоставить доступ. Высчитывается согласно этим данным длина кровельной лестницы.
- Подсчитывается необходимое количество лестничных модулей стандартной длины.
- Определяется количество кронштейнов, необходимых для надежной фиксации лестничных модулей.
- Определяется количество противоскользящих элементов, которое равно количеству ступеней кровельной лестницы.

Следует учесть, что места крепления кровельной лестнице на крыше здания должны быть герметизированы.
Для пристенной лестницы:
- Рассчитывается длина лестничного полотна. При этом следует учитывать тот факт, что пристенная лестница устанавливается на расстоянии минимум 1 м от земли.
- Определяется необходимое количество  стандартных лестничных модулей.
- Определяется количество кронштейнов и метиз, необходимых для надежного крепления лестницы к стене здания.

При этом следует еще на этапе проектирования дома профессионалы учитывают тот факт, что для установки пристенной лестницы для кровли необходимо предусмотреть закладные детали, т.к. такие лестницы крепятся непосредственно к каркасу здания. При этом верхняя ступень пристенной лестницы должна находиться на уровне края свеса кровли с точностью до 100 мм, нижняя ступень – на уровне 1000 мм от земли, а от стены лестничная конструкция должна отстать на расстояние от 200 до 1200 мм.

## Материалы для изготовления
Кровельные лестницы изготавливаются из:
- Стали,
- Алюминия,
- Дерева,
- Комбинации вышеперечисленных материалов.